# Bela Fernandes
Pour les articles homonymes, voir Fernandes.
Izabela Fernandes dos Santos, née le 10 août 2004 à Campinas, est une actrice et chanteuse brésilienne.
Elle est devenue connue pour avoir joué le protagoniste Zu dans O Zoo da Zu (pt), de Discovery Kids, l'antagoniste Filipa Pessoa dans le feuilleton As Aventuras de Poliana (pt), de SBT et pour avoir donné vie à Fani Belluz, le personnage principal de l'adaptation du livre Fazendo Meu Filme (pt), de l'auteur Paula Pimenta (pt).

## Filmographie

### Télévision
- 2014 : Bom Dia & Cia (pt)
- 2016–2018 : O Zoo da Zu (pt)
- 2018–2020 : As Aventuras de Poliana (pt)

### Cinéma
- 2020 : O Melhor Verão das Nossas Vidas (pt)
- 2022 : Fazendo Meu Filme (pt)[3]

## Discographie

### EP
- 2020 : Sou Eu

### Singles
- 2018 : Crush
- 2019 : Então Tá